# Jump to the Beat
Jump to the Beat è un singolo della cantante statunitense Stacy Lattisaw, pubblicato nel 1980 come secondo estratto dal secondo album Let Me Be Your Angel.

## Descrizione
Il brano Jump to the Beat è stato scritto da Lisa Walden e Narada Michael Walden. Lo stesso Narada Michael Walden fu anche produttore del singolo, che uscì su etichetta Atlantic Records e su etichetta Cotillion Records.
Il singolo raggiunse il primo posto nella classifica US Dance, il terzo posto delle classifiche nel Regno Unito   (dove rimase per due settimane consecutive)  e il settimo posto in Belgio. Nel Regno Unito, il disco rimase per cinque settimane nella Top Ten e per sette nella Top 20.

## Tracce
7" (versione 1)
1. Jump to the Beat – 3:38
2. You Don't Love Me Anymore – 3:11

7" (versione 2)
1. Jump to the Beat – 3:38
2. Dynamite! – 4:12

## Classifiche
| Classifica  | Posizione massima | Nr. di settimane |
| ----------- | ----------------- | ---------------- |
| Belgio      | 7                 | 7                |
| Germania    | 38                | 15               |
| Paesi Bassi | 13                | 8                |
| Regno Unito | 3                 |                  |
| US Dance    | 1                 |                  |
| Svezia      | 15                | 2                |

## Cover
Una cover del brano Jump to the Beat venne incisa nel 1991 dalla cantante australiana Dannii Minogue, che incluse il pezzo nel suo album Love and Kisses. Pubblicato anche su singolo, raggiunse l'ottavo posto delle classifiche nel Regno Unito.